# Rolf Fuhrmann

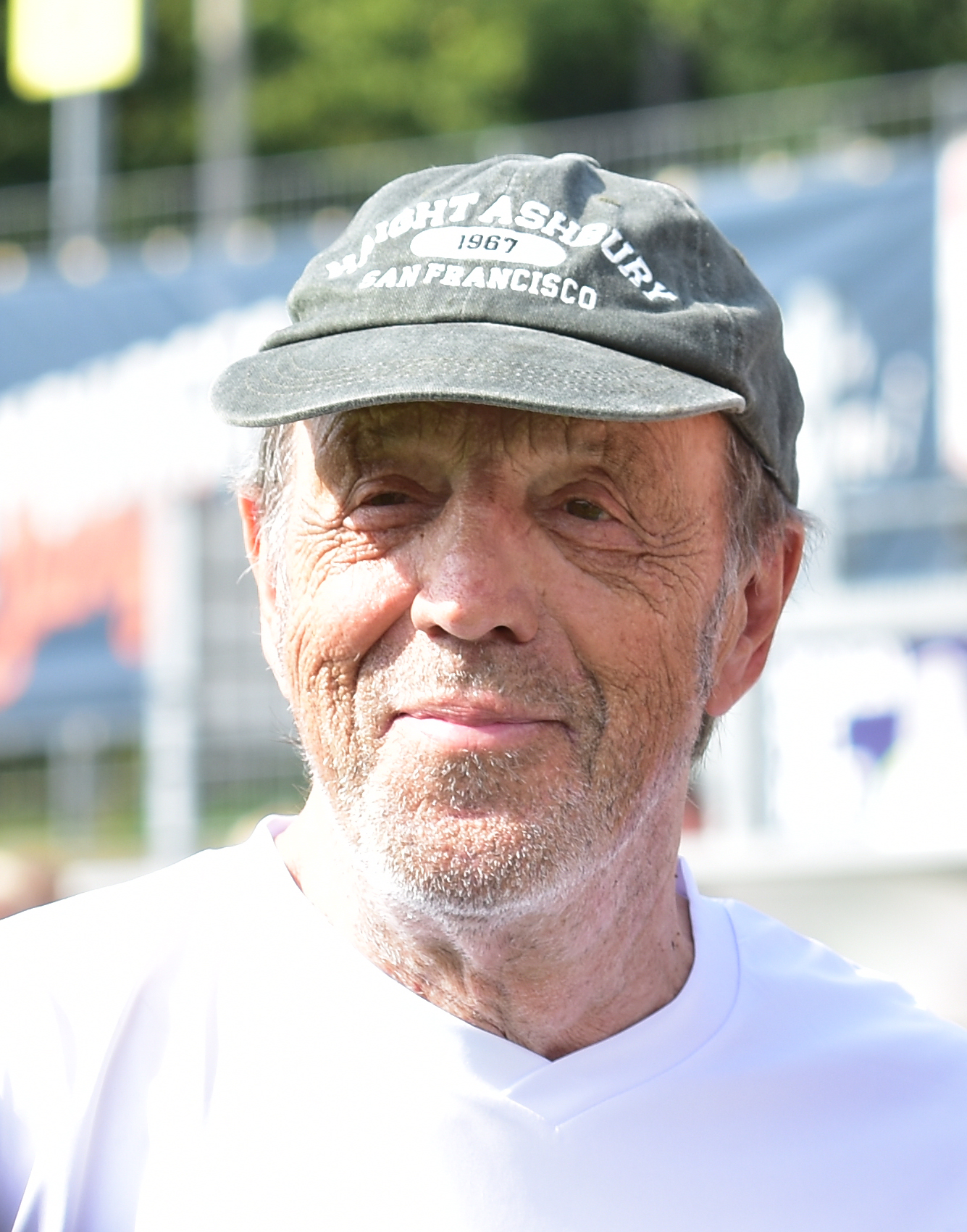
Rolf Fuhrmann bei Kicken mit Herz 2024

Rolf Harald „Rollo“ Fuhrmann (* 5. August 1949 in Aurich) ist ein deutscher Sportjournalist.

## Leben und Karriere
Fuhrmann war ursprünglich Lehrer der Sekundarstufe I für Deutsch und Geographie. Als Kriegsdienstverweigerer ging er zunächst zum Roten Kreuz und hatte unterschiedliche Jobs als Taxifahrer, an Schulen und als Moderator bei Radio 107.
Im Jahr 1991 bewarb sich Fuhrmann bei Premiere (heute Sky Deutschland) und war dort von 1992 bis zum Jahr 2017 beschäftigt.
Fuhrmann wurde als sogenannter Field-Reporter tätig und befragte vor allem Fußballer am Spielfeldrand. Dabei wurde er einer breiten Öffentlichkeit bekannt. Des Weiteren wurde er als Filmemacher und Ablaufredakteur eingesetzt. Er berichtete ebenfalls vom Eishockey und Boxen.
Ende Dezember 2022 veröffentlichte er das Buch Der Kanzler, Otto, Oma & ich – Rollos Reise durch das Leben.

## Reporter der Schmerzen
Deutschlandweit bekannt wurde Fuhrmann als „Reporter der Schmerzen“, als er im Sommer 2001 den Schalker Spielern und Offiziellen zur Deutschen Meisterschaft gratulierte, obwohl das Spiel des FC Bayern München noch nicht beendet war. Durch ein Tor in der Nachspielzeit wurden die Münchner noch Deutscher Meister und die Gelsenkirchner versanken in Trauer.

## Sonstiges
Fuhrmann ist Mitglied des FC St. Pauli und des VfB Stuttgart. Zudem ist er Mitglied der SPD.